# Onthophagus bicallifrons
Onthophagus bicallifrons là một loài bọ cánh cứng trong họ Bọ hung (Scarabaeidae).